# Cúrio
O cúrio (nomeado em homenagem ao casal Pierre e Marie Curie) é um elemento químico de símbolo Cm, de número atômico 96 (96 prótons e 96 elétrons) com massa atômica 247 u. É um elemento metálico, sintético, transurânico, do grupo dos actinídeos.
Foi descoberto em 1944 por uma equipe de estadunidenses composta por Glenn Seaborg, Ralph James, e Albert Ghiorso, produzido pelo bombardeamento do plutônio com partículas alfa. O cúrio-242 e o cúrio-244 podem ser utilizados como fontes de energia portátil, em marcapassos e instrumentos de localização remotos. O cúrio é um metal prateado-branco com o ponto de fusão de 1340 °C [2400 °F] e uma densidade de 13,5 g por centímetro cúbico.

## Características principais

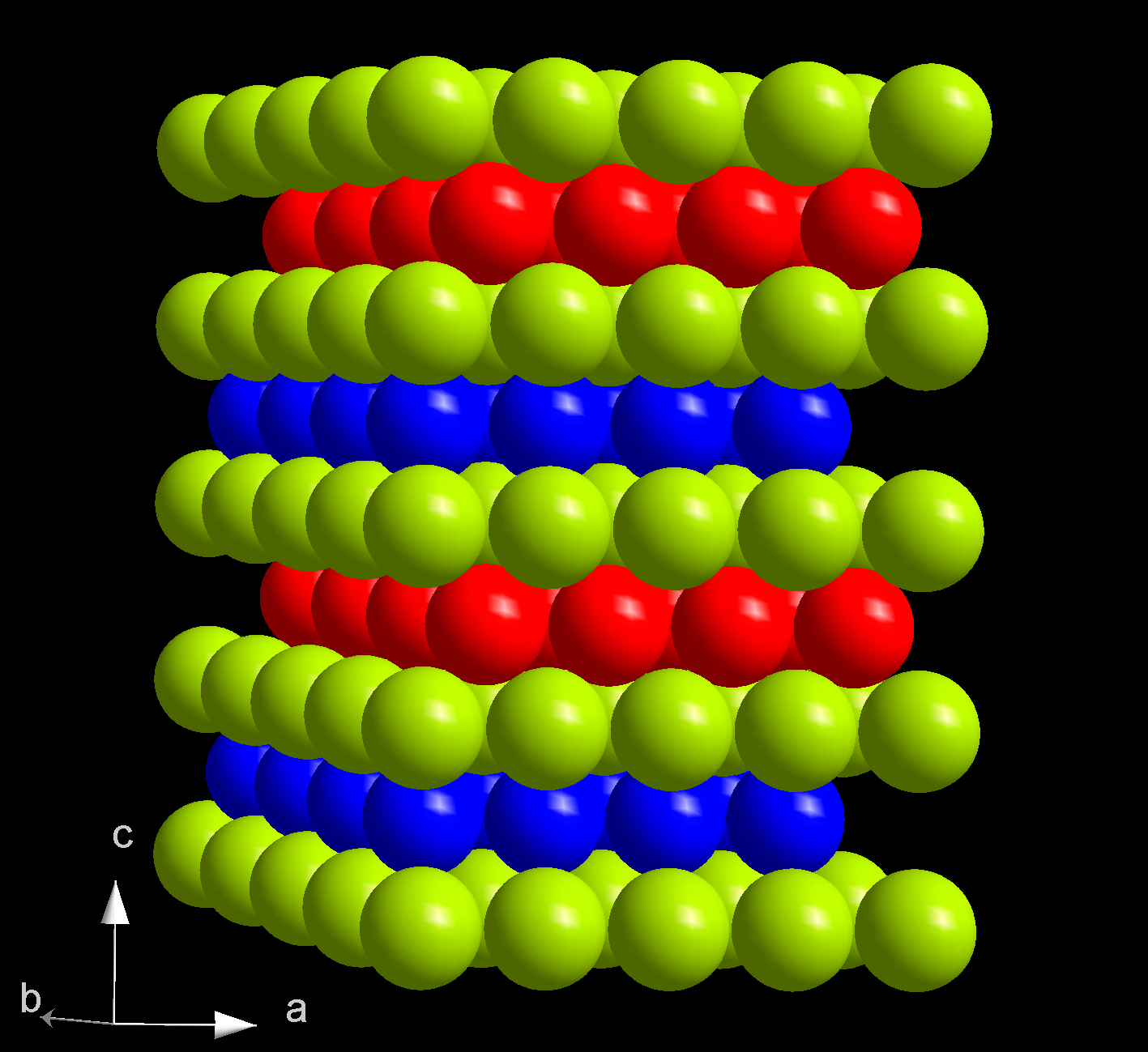
Estrutura cristalina do α-curio com camadas na sequência ABAC (A: verde, B: azul, C: vermelho)

O cúrio é um tanto semelhante ao elemento terra rara gadolínio, porém com uma estrutura cristalina mais complexa. Quimicamente reativo, é um metal de aspecto branco-prateado (a maioria dos seus compostos trivalentes são ligeiramente amarelos), maleável e, devido a sua elevada radioatividade, brilha no escuro. O elemento é mais eletropositivo que o alumínio.
O isótopo cúrio-248 tem sido sintetizado somente em quantidades miligramas, porém, o cúrio-242 e o cúrio-244 são produzidos em quantidades multigramas, que permite a determinação de algumas das propriedades do elemento. O cúrio é obtido nesta quantidade sujeitando o plutônio a um bombardeio de partículas alfa. Quantidades muito pequenas de cúrio podem existir no minério de urânio, como produto de deterioração natural, porém nunca foi detectado.

## História
O cúrio foi pela primeira vez sintetizado na Universidade da Califórnia (Berkeley) por Glenn T. Seaborg, Ralph A. James, e Albert Ghiorso em 1944. A equipe nomeou o novo elemento de cúrio em homenagem a Marie Curie e seu marido Pierre, famosos pela descoberta do elemento rádio e pelas suas pesquisas em radioatividade: As the name for the element of atomic number 96 we should like to propose "curium", with symbol Cm. The evidence indicates that element 96 contains seven 5f electrons and is thus analogous to the element gadolinium with its seven 4f electrons in the regular rare earth séries. On this basis element 96 is named after the Curies in a manner analogous to the naming of gadolinium, in which the chemist Gadolin was honored.
O elemento foi quimicamente identificado no Laboratório de metalurgia (atualmente conhecido por "Laboratório Nacional de Argonne") na Universidade de Chicago. Foi o terceiro elemento transurânico descoberto, mesmo sendo o segundo da série. O cúrio-242 (meia-vida de 163 dias) e um nêutron livre foram obtidos bombardeando um alvo de plutônio – 239 com partículas alfa num ciclotron em Berkeley.
{\displaystyle \mathrm {^{239\!\,}_{\ 94}Pu\ +\ _{2}^{4}He\ \longrightarrow \ _{\ 96}^{242}Cm\ +\ _{0}^{1}n} }
Louis Werner e Isadore Perlman criaram uma amostra de cúrio-242 na Universidade da Califórnia em 1947, na forma de hidróxido, bombardeando o amerício- 241 com nêutrons. O cúrio foi produzido na forma elementar pela primeira vez, em 1951, por Crane, Wallmann e Cunningham.

## Isótopos
19 radioisótopos do cúrio tem sido identificados, sendo os mais estáveis Cm-247 com meia-vida de 1.56 × 107 anos, Cm-248 com meia-vida de 3.40 × 105 anos, Cm-250 com meia-vida de 9000 anos, e Cm-245 com meia-vida de 8500 anos. Todos os demais isótopos radioativos possuem meias-vidas inferiores a 30 anos, e a maioria destes com meias-vidas abaixo de 33 dias. Este elemento apresenta 4 meta estados, sendo o mais estável Cm-244m (t½ 34 minutos). As massas atômicas dos isótopos do cúrio variam de 233.051 u (Cm-233) até 252.085 u (Cm-252).

## Aplicações
Há  poucas aplicações comerciais para o cúrio. Pode ser útil em geradores termoelétricos. O Cm-242 e o Cm-244 são utilizados como fontes de energia portátil, já que pode gerar em torno de 2 watts de energia térmica por grama. É usado em marcapassos coronários artificiais, em instrumentos operando em locais remotos na Terra e em missões espaciais.

## Compostos
Diversos compostos de cúrio foram produzidos. Entre eles, encontram-se: dióxido de cúrio (CmO2), trióxido de cúrio (Cm2O3), brometo de cúrio (CmBr3), cloreto de cúrio (CmCl3), tetrafluoreto de cúrio (CmF4) e iodeto de cúrio (CmI3).

## Precauções
O cúrio é tóxico e radioativo, portanto, deve ser manuseado com cuidado.
Acumula-se no tecido ósseo, destruindo a medula e, deste modo, impedindo a formação de glóbulos vermelhos.

## Literatura
- A Guide to the Elements - Revised Edition, Albert Stwertka, (Oxford University Press; 1998) ISBN 0-19-508083-1.